# Yuexiu
Yuexiu léase Yué-Siú (en chino:越秀区, pinyin:Yuèxiù qū) es una ciudad-distrito  bajo la administración directa de la ciudad-subprovincia de Cantón. Se ubica en las orillas del Zhujiang , tributario del Río Perla en la Provincia de Cantón, República Popular China. Su área es de 33 km² y su población es de 1 151 481 (98% han).
El distrito es famoso por la calidad de educación. El gobierno provincial y el de la ciudad de Cantón están ubicados aquí. El distrito fue creado en 1960 y se fusionó con el distrito Dongshan en 2005.

## Administración
El distrito de  Yuexiu se divide en 20 subdistritos.
| Nombre       | Chino      | Pinyin              | Cantones                  |
| ------------ | ---------- | ------------------- | ------------------------- |
| Hongqiao     | 洪桥街道   | Hóngqiáo Jiēdào     | hung4 kiu4 gai1 dou6      |
| Guangwei     | 广卫街道   | Guǎngwèi Jiēdào     | guong2 wei6 gai1 dou6     |
| Beijing      | 北京街道   | Běijīng Jiēdào      | beg1 ging1 gai1 dou6      |
| Liurong      | 六榕街道   | Liùróng Jiēdào      | lug6 yung4 gai1 dou6      |
| Liuhua       | 流花街道   | Liúhuā Jiēdào       | leo4 fa1 gai1 dou6        |
| Dongfeng     | 东风街道   | Hōngfēng Jiēdào     | dung1 fung1 gai1 dou6     |
| Guangta      | 光塔街道   | Guāngtǎ Jiēdào      | guong1 tab3 gai1 dou6     |
| Shishu       | 诗书街道   | Shīshū Jiēdào       | xi1 xu1 gai1 dou6         |
| Daxin        | 大新街道   | Dàxīn Jiēdào        | dai6 sen1 gai1 dou6       |
| Renmin       | 人民街道   | Rénmín Jiēdào       | yen4 men4 gai1 dou6       |
| Dongshan     | 东山街道   | Dōngshān Jiēdào     | dung1 san1 gai1 dou6      |
| Nonglin      | 农林街道   | Nónglín Jiēdào      | nung4 lem4 gai1 dou6      |
| Meihuacun    | 梅花村街道 | Méihuācūn Jiēdào    | mui4 fa1 qun1 gai1 dou6   |
| Huanghuagang | 黄花岗街道 | Huánghuāgāng Jiēdào | wong4 fa1 gong1 gai1 dou6 |
| Huale        | 华乐街道   | Huálè Jiēdào        | wa4 log6 gai1 dou6        |
| Jianshe      | 建设街道   | Jiànshè Jiēdào      | gin3 qid3 gai1 dou6       |
| Datang       | 大塘街道   | Dàtáng Jiēdào       | dai6 tong4 gai1 dou6      |
| Zhuguang     | 珠光街道   | Zhūguāng Jiēdào     | ju1 guong1 gai1 dou6      |
| Dadong       | 大东街道   | Dàdōng Jiēdào       | dai6 dung1 gai1 dou6      |
| Baiyun       | 白云街道   | Báiyún Jiēdào       | bag6 wen4 gai1 dou6       |
| Dengfeng     | 登峰街道   | Dēngfēng Jiēdào     | deng1 fung1 gai1 dou6     |
| Kuangquan    | 矿泉街道   | Kuàngquán Jiēdào    | kong3 qun4 gai1 dou6      |

## Clima
Debido a su posición geográfica,los patrones climáticos en la siguiente tabla son los mismos de Cantón.
| Parámetros climáticos promedio de Yuexiu (1971–2000) | Parámetros climáticos promedio de Yuexiu (1971–2000) | Parámetros climáticos promedio de Yuexiu (1971–2000) | Parámetros climáticos promedio de Yuexiu (1971–2000) | Parámetros climáticos promedio de Yuexiu (1971–2000) | Parámetros climáticos promedio de Yuexiu (1971–2000) | Parámetros climáticos promedio de Yuexiu (1971–2000) | Parámetros climáticos promedio de Yuexiu (1971–2000) | Parámetros climáticos promedio de Yuexiu (1971–2000) | Parámetros climáticos promedio de Yuexiu (1971–2000) | Parámetros climáticos promedio de Yuexiu (1971–2000) | Parámetros climáticos promedio de Yuexiu (1971–2000) | Parámetros climáticos promedio de Yuexiu (1971–2000) | Parámetros climáticos promedio de Yuexiu (1971–2000) |
| Mes                                                  | Ene.                                                 | Feb.                                                 | Mar.                                                 | Abr.                                                 | May.                                                 | Jun.                                                 | Jul.                                                 | Ago.                                                 | Sep.                                                 | Oct.                                                 | Nov.                                                 | Dic.                                                 | Anual                                                |
| ---------------------------------------------------- | ---------------------------------------------------- | ---------------------------------------------------- | ---------------------------------------------------- | ---------------------------------------------------- | ---------------------------------------------------- | ---------------------------------------------------- | ---------------------------------------------------- | ---------------------------------------------------- | ---------------------------------------------------- | ---------------------------------------------------- | ---------------------------------------------------- | ---------------------------------------------------- | ---------------------------------------------------- |
| Temp. máx. media (°C)                                | 18.3                                                 | 18.5                                                 | 21.6                                                 | 25.7                                                 | 29.3                                                 | 31.5                                                 | 32.8                                                 | 32.7                                                 | 31.5                                                 | 28.8                                                 | 24.5                                                 | 20.6                                                 | 26.3                                                 |
| Temp. mín. media (°C)                                | 10.3                                                 | 11.7                                                 | 15.2                                                 | 19.5                                                 | 22.7                                                 | 24.8                                                 | 25.5                                                 | 25.4                                                 | 24.0                                                 | 20.8                                                 | 15.9                                                 | 11.5                                                 | 18.9                                                 |
| Lluvias (mm)                                         | 40.9                                                 | 69.4                                                 | 84.7                                                 | 201.2                                                | 283.7                                                | 276.2                                                | 232.5                                                | 227.0                                                | 166.2                                                | 87.3                                                 | 35.4                                                 | 31.6                                                 | 1736.1                                               |
| Días de lluvias (≥ 0.1 mm)                           | 7.5                                                  | 11.2                                                 | 15.0                                                 | 16.3                                                 | 18.3                                                 | 18.2                                                 | 15.9                                                 | 16.8                                                 | 12.5                                                 | 7.1                                                  | 5.5                                                  | 4.9                                                  | 149.2                                                |
| Horas de sol                                         | 118.5                                                | 71.6                                                 | 62.4                                                 | 65.1                                                 | 104.0                                                | 140.2                                                | 202.0                                                | 173.5                                                | 170.2                                                | 181.8                                                | 172.7                                                | 166.0                                                | 1628.0                                               |
| Humedad relativa (%)                                 | 72                                                   | 78                                                   | 82                                                   | 84                                                   | 84                                                   | 84                                                   | 82                                                   | 82                                                   | 78                                                   | 72                                                   | 66                                                   | 66                                                   | 77.5                                                 |
| Fuente: China Meteorological Administration          |                                                      |                                                      |                                                      |                                                      |                                                      |                                                      |                                                      |                                                      |                                                      |                                                      |                                                      |                                                      |                                                      |